# Галінувка
Галінувка (пол. Halinówka) — село в Польщі, у гміні Войцехув Люблінського повіту Люблінського воєводства.
Населення — 98 осіб (2011).

## Демографія
Демографічна структура станом на 31 березня 2011 року:
|          | Загалом | Допрацездатний вік | Працездатний вік | Постпрацездатний вік |
| -------- | ------- | ------------------ | ---------------- | -------------------- |
| Чоловіки | 41      | 6                  | 27               | 8                    |
| Жінки    | 57      | 15                 | 33               | 9                    |
| Разом    | 98      | 21                 | 60               | 17                   |